# Nowa Sucha (gemeente)
De gemeente Nowa Sucha is een landgemeente in het Poolse woiwodschap Mazovië, in powiat Sochaczewski.
De zetel van de gemeente is in Nowa Sucha.
Op 30 juni 2004 telde de gemeente 5910 inwoners.

## Oppervlakte gegevens
In 2002 bedroeg de totale oppervlakte van gemeente Nowa Sucha 90,34 km², waarvan:
- agrarisch gebied: 85%
- bossen: 8%

De gemeente beslaat 12,36% van de totale oppervlakte van de powiat.

## Demografie
Stand op 30 juni 2004:
| Omschrijving                   | Totaal | Totaal | Vrouwen | Vrouwen | Mannen | Mannen |
| ------------------------------ | ------ | ------ | ------- | ------- | ------ | ------ |
| eenheid                        | aantal | %      | aantal  | %       | aantal | %      |
| inwoners                       | 5910   | 100    | 2999    | 50,7    | 2911   | 49,3   |
| bevolkingsdichtheid (inw./km²) | 65,4   | 65,4   | 33,2    | 33,2    | 32,2   | 32,2   |

In 2002 bedroeg het gemiddelde inkomen per inwoner 1306,43 zł.

## Sołectwa
Antoniew, Borzymówka, Braki, Glinki, Kolonia Gradowska, Kornelin-Leonów, Kościelna Góra, Kozłów Biskupi, Kozłów Szlachecki, Kurdwanów, Marysinek, Mizerka-Stary Żylin, Nowa Sucha, Nowy Białynin, Nowy Dębsk, Nowy Kozłów Drugi-Szeligi, Nowy Kozłów Pierwszy, Okopy, Orłów, Rokotów, Roztropna, Stara Sucha-Nowy Żylin, Stary Białynin, Stary Dębsk, Wikcinek, Zakrzew.
Zonder de status sołectwo : Gradów

## Aangrenzende gemeenten
Bolimów, Kocierzew Południowy, Nieborów, Rybno, Sochaczew, Sochaczew, Teresin, Wiskitki